# Leucospis
Leucospis är ett släkte av steklar. Leucospis ingår i familjen Leucospidae.

## Bildgalleri

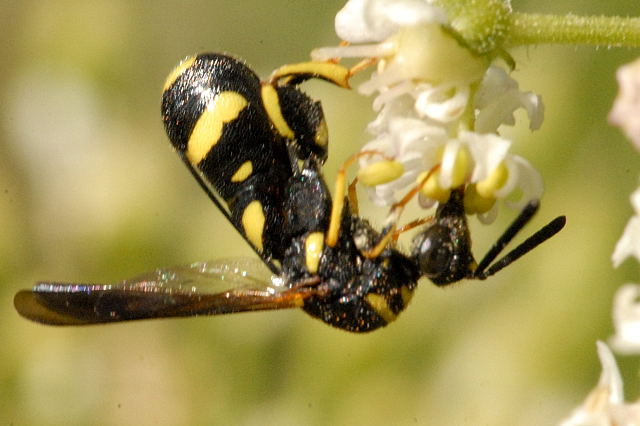

## Dottertaxa tillLeucospis, i alfabetisk ordning[1]
- Leucospis addenda
- Leucospis affinis
- Leucospis africana
- Leucospis aliena
- Leucospis anthidioides
- Leucospis antiqua
- Leucospis aruina
- Leucospis atriceps
- Leucospis aurantiaca
- Leucospis auripyga
- Leucospis australis
- Leucospis azteca
- Leucospis bakeri
- Leucospis banksi
- Leucospis bifasciata
- Leucospis biguetina
- Leucospis bioculata
- Leucospis birkmani
- Leucospis brasiliensis
- Leucospis brevicauda
- Leucospis buchi
- Leucospis bulbiventris
- Leucospis carinifera
- Leucospis cayennensis
- Leucospis clavigaster
- Leucospis colombiana
- Leucospis coxalis
- Leucospis darjilingensis
- Leucospis desantisi
- Leucospis dorsigera
- Leucospis egaia
- Leucospis elegans
- Leucospis enderleini
- Leucospis fallax
- Leucospis femoricincta
- Leucospis fuelleborniana
- Leucospis funerea
- Leucospis genalis
- Leucospis gigas
- Leucospis giraulti
- Leucospis glaesaria
- Leucospis globigera
- Leucospis guzeratensis
- Leucospis histrio
- Leucospis holubi
- Leucospis hopei
- Leucospis ignota
- Leucospis imitans
- Leucospis incarnata
- Leucospis insularis
- Leucospis intermedia
- Leucospis japonica
- Leucospis klugii
- Leucospis lankana
- Leucospis latifrons
- Leucospis leptomera
- Leucospis leucotelus
- Leucospis mackerrasi
- Leucospis maculata
- Leucospis malaica
- Leucospis manaica
- Leucospis metatibialis
- Leucospis mexicana
- Leucospis micrura
- Leucospis miniata
- Leucospis moleyrei
- Leucospis morawitzi
- Leucospis nambui
- Leucospis namibica
- Leucospis nigerrima
- Leucospis nigripyga
- Leucospis niticoxa
- Leucospis obsoleta
- Leucospis opalescens
- Leucospis ornata
- Leucospis osmiae
- Leucospis parvula
- Leucospis petiolata
- Leucospis pictipyga
- Leucospis pinna
- Leucospis procera
- Leucospis propinqua
- Leucospis pubescens
- Leucospis pulchella
- Leucospis pulchriceps
- Leucospis pyriformis
- Leucospis regalis
- Leucospis reversa
- Leucospis rieki
- Leucospis rileyi
- Leucospis robertsoni
- Leucospis robusta
- Leucospis rostrata
- Leucospis santarema
- Leucospis schlettereri
- Leucospis sedlaceki
- Leucospis signifera
- Leucospis sinensis
- Leucospis slossonae
- Leucospis speifera
- Leucospis sumichrastii
- Leucospis texana
- Leucospis tricolor
- Leucospis varicollis
- Leucospis ventricosa
- Leucospis versicolor
- Leucospis williamsi
- Leucospis violaceipennis
- Leucospis viridis
- Leucospis xylocopae
- Leucospis yasumatsui